# Chrám svatého Demetera (Asenovgrad)
Chrám svatého Demetera (bulharsky Храм “Свети Димитър”) je pravoslavný chrám nacházející se v centrální části města Asenovgrad v Plovdivská oblasti v jižním Bulharsku.

## Charakteristika
Postaven byl v roce 1866 a v důsledku řecko-bulharských náboženských sporů je prvním asenovgradským chrámem, kde byla od vysvěcení používána bulharština jako liturgický jazyk.
Je to trojlodní budova s jednou apsidou, s kupolí a předsíní. Zvonice s hodinami byla postavena v roce 1891. Ikonostas je prostý a ikony pocházejí ze stejného období jako chrám samotný. V areálu chrámového nádvoří se nachází dvoupatrová budova, která sloužila jako bulharská škola, nacházela se zde také první bulharská knihovna ve městě. Založená byla v roce 1873.